# Fagraea floribunda
Fagraea floribunda är en gentianaväxtart som beskrevs av K.Ni. Wong och J.B. Sugau. Fagraea floribunda ingår i släktet Fagraea och familjen gentianaväxter. Inga underarter finns listade i Catalogue of Life.